# Saphobius squamulosus
Saphobius squamulosus là một loài bọ cánh cứng trong họ Bọ hung (Scarabaeidae).